# Tall Karratin
Tall Karratin (arab. تل كراتين) – miejscowość w Syrii, w muhafazie Idlib. W 2004 roku liczyła 1502 mieszkańców.